# Ізбинь (зупинний пункт)
Ізбинь (біл. Ізбынь) — пасажирський залізничний зупинний пункт Гомельського відділення Білоруської залізниці на неелектрифікованій лінії Василевичі — Хойники між зупинними пунктами Макановичі та Авраамівська. Розташований за 2,5 км на північний захід від села Ізбинь та за 5,7 км на північ від села Партизанська Хойницького району Гомельської області.